# Marco Schrettl
Marco Schrettl (* 11. September 2003 in Münster) ist ein österreichischer Radrennfahrer, der im Straßenradsport aktiv ist.

## Sportliche Laufbahn
2021 gewann Schrettl die nationalen Meisterschaften der Junioren im Einzelzeitfahren und im Straßenrennen. Nach einer Saison im Team Trinity Racing wurde er 2023 Mitglied im Tirol KTM Cycling Team. im Verlauf der Saison 2023 kam er wiederholt unter die Top 10, beim Gran Premio Industrie del Marmo verpasste er als Zweiter nur knapp einen Sieg. 2024 kürte er sich zum österreichischen U23-Meister im Straßenrennen. Seinen ersten internationalen Sieg erzielte er im März 2024 bei der Trofeo Città di San Vendemiano. Auch beim Giro del Belvedere und Gran Premio Palio del Recioto eine Woche später stand er jeweils als Dritter erneut auf dem Podium.

## Erfolge
2021
- Österreichischer Junioren-Meister – Einzelzeitfahren, Straßenrennen
- Mannschaftszeitfahren Aubel-Thimister-Stavelot

2024
- Österreichischer U23-Meister – Straßenrennen

2025
- Trofeo Città di San Vendemiano
- Orlen Nations Grand Prix
- Österreichischer U23-Meister – Straßenrennen